# Шарги-Рус
«Шарги́-Рус» (или дореф. «Шяркы-Русъ»; азерб. Şərqi-rus / شرق روس — «Русский Восток») — первая периодическая газета Азербайджана в XX веке.

## История
Маммед-ага Шахтахтинский, вернувшись в 1902 году из заграницы в Россию, обдумывает проект создания новой газеты. Он продаёт собственность в родном селе Шахтахты, которая досталась ему в наследство от отца, переселяется в Тифлис и открывает типографию. Подаёт прошение властям об открытии новой газеты. В начале 1903 году власти дают положительный ответ на запрос Шахтахтинского. Первый номер газеты, названной «Шарги-Рус» («Русский Восток»), был выпущен 30 марта (12 апреля) 1903 года. Вначале выпускалась три раза в неделю. Просуществовала до 15 (28) января 1905 года.
В газете сотрудничали видные деятели азербайджанской культуры, в частности, Джалил Мамедкулизаде, Омар Фаик Неманзаде.